# Xipholeptos notoides
Xipholeptos notoides S. S. Berry, 1921 è una specie di cefalopode decapode, l'unica specie del genere Xipholeptos A. Reid & Strugnell, 2018.

## Descrizione
X. notoides è un piccolo cefalopode: i maschi hanno un mantello lungo fino a 15,8 mm, mentre le femmine raggiungono una lunghezza del mantello fino a 25 mm.

## Distribuzione e habitat
X. notoides vive in acque costiere e poco profonde dell'Oceano Pacifico sud-occidentale, attorno all'Australia meridionale e orientale.

## Biologia
X. notoides vive nei letti di piante marine nelle baie e nelle insenature e si nutre di notte di piccoli crostacei come i gamberetti. Durante il giorno rimane sul fondale attaccandosi alle foglie tramite una ghiandola adesiva sulla superficie dorsale del corpo. Le femmine attaccano le loro uova alle lame fogliari delle piante marine, solitamente a specie appartenenti al genere Zostera. Si pensa che lo sviluppo includa una fase pelagica.